# Molophilus (Molophilus) platyphallus
Molophilus (Molophilus) platyphallus is een tweevleugelige uit de familie steltmuggen (Limoniidae). De soort komt voor in het Neotropisch gebied.